# Monica Roșu
Monica Roșu (* 11. Mai 1987 in Bacău, Kreis Bacău) ist eine rumänische Kunstturnerin.
Ihren größten Erfolg feierte sie 2004 in Athen, wo sie bei den Olympischen Spielen zwei Goldmedaillen gewann: mit dem rumänischen Nationalteam im Mannschaftswettbewerb sowie im Sprung.
An den Turn-Weltmeisterschaften 2005 nahm sie nicht teil, da sie zuvor schlechte Leistungen zeigte. Sie trat noch im selben Jahr zurück.